# Capel Curig
Capel Curig est un village et une communauté du borough de comté de Conwy, au pays de Galles.
Il est situé dans l'ouest du borough de comté, sur la Llugwy (en). Au recensement de 2011, la communauté comptait 206 habitants.